# Cecil McMaster
Cecil McMaster (ur. 5 czerwca 1895 w Port Elizabeth, zm. 11 września 1981 w Germiston) – południowoafrykański lekkoatleta specjalizujący się w chodzie sportowym, brązowy medalista olimpijski z Paryża (1924) w chodzie na dystansie 10 kilometrów.

## Sukcesy sportowe
| Rok  | Miasto    | Zawody                      | Konkurencja    | Wynik         |
| ---- | --------- | --------------------------- | -------------- | ------------- |
| 1920 | Antwerpia | letnie igrzyska olimpijskie | chód na 3000 m | 4. miejsce    |
| 1920 | Antwerpia | letnie igrzyska olimpijskie | chód na 10 km  | 4. miejsce    |
| 1924 | Paryż     | letnie igrzyska olimpijskie | chód na 10 km  | brązowy medal |

## Rekordy życiowe
- chód na 10 km – 45:04,6 – 1924